# Gaz neuronal
Le gaz neuronal, est un réseau de neurones artificiel, inspiré des cartes autoadaptatives, et introduites en 1991 par Thomas Martinetz et Klaus Schulten.
Le gaz neuronal est un algorithme simple pour trouver une représentation optimale de données à partir de vecteurs principaux. La méthode fut appelée "gaz neuronal" parce que l'évolution des vecteurs principaux durant l'étape d'apprentissage fait penser à un gaz qui occupe un espace de façon uniforme.
Cet algorithme est appliqué à la compression de données ou à la quantification vectorielle, par exemple en reconnaissance des langues naturelles, en traitement d'images ou à la reconnaissance de motifs.
En tant qu'alternative robuste et convergente à l'algorithme K-moyennes, il peut être utilisé pour le partitionnement de données.

## Algorithme
Soit une distribution de probabilité P(x) sur des vecteurs x (les données), et un nombre fini de vecteurs principaux wi, i=1, ..., N.
À chaque étape de temps t (discret), un vecteur d'entrée x est tiré aléatoirement selon la loi P, afin d'être présenté à l'algorithme. Ensuite, les vecteurs principaux sont classés du plus proche au plus lointain de ce vecteur x : i0 sera l'indice du vecteur principal le plus proche de x, i1 l'indice du second plus proche, etc, et iN-1 représente l'indice du vecteur principal le plus éloigné de x. Enfin, chaque vecteur principal (k = 0, ..., N-1) est adapté selon la règle, dépendante de k, que voici :
avec ε le taux d'adaptation, et λ la taille du voisinage. Pour assurer la convergence, il est nécessaire que ε et λ soit décroissant en fonction de t (ie. décroisse quand t augmente). Après un nombre suffisant d'étapes d'adaptation, les vecteurs principaux recouvrent (et représentent) l'espace de données avec une erreur de représentation minimum (ou presque minimale).
L'étape d'adaptation présente dans l'algorithme de gaz neuronal peut être interprétée comme une descente de gradient d'une fonction de coût. En adaptant tous les vecteurs, et pas seulement le plus proche des vecteurs principaux, avec un taux d'adaptation inversement proportionnel à la distance avec le vecteur x, l'algorithme parvient à obtenir une convergence bien plus robuste que son alternative, l'algorithme des K-moyennes (même sa version en temps réel).
On peut remarquer que le modèle de gaz neuronal ne supprime jamais de nœud, mais n'en ajoute jamais non plus.

### Lectures additionnelles
- (en) T. Martinetz, S. Berkovich et K. Schulten, « "Neural-gas" Network for Vector Quantization and its Application to Time-Series Prediction », IEEE-Transactions on Neural Networks, vol. 4, no 4,‎ 1993, p. 558-569.
- (en) T. Martinetz et K. Schulten, « Topology representing networks », Neural Networks, vol. 7, no 3,‎ 1994, p. 507-522.